# Rigoletto
Représentations notables
- 1853 : Covent Garden, Londres
- 1855 : Academy of Music, New York
- 1858 : Théâtre de la Monnaie, Bruxelles
- 1863 : Théâtre-Lyrique, Paris
- 1883 : Metropolitan Opera, New York
- 1885 : Opéra Garnier, Paris

Personnages
- Le duc de Mantoue (ténor)
- Rigoletto, son bouffon bossu (baryton)
- Gilda, fille de Rigoletto (soprano)
- Sparafucile, un spadassin (basse)
- Maddalena, sa sœur (contralto)
- Giovanna, duègne de Gilda (mezzo-soprano)
- Matteo Borsa, courtisan (ténor)
- Le chevalier Marullo, courtisan (baryton)
- Le comte Ceprano (basse)
- La comtesse Ceprano, sa femme (mezzo-soprano)
- Le comte Monterone (baryton)
- Un huissier (basse)
- Le page de la duchesse (soprano)
- Courtisans, nobles dames, pages, serviteurs (chœur)

Airs
- Air du duc  "Questa o quella..." (acte I)
- Air de Gilda « Gualtier Maldè... Caro nome » (acte I)
- Air du duc  « Ella mi fu rapita... » (acte II)
- Chœur « Duca, duca... » (acte II)
- Air de Rigoletto « Cortigiani, vil razza dannata »(acte II)
- Duo de Rigoletto et Gilda « Si, vendetta » (acte II)
- Chanson du duc « La donna è mobile » (acte III)
- Quatuor « Un di se ben rammentomi … Bella figlia dell’amore » (acte III)

Rigoletto est un opéra italien en trois actes et quatre tableaux de Giuseppe Verdi, sur un livret de Francesco Maria Piave, d'après la pièce de Victor Hugo Le roi s'amuse, créé le 11 mars 1851 au théâtre de la Fenice à Venise. Il s'agit du dix-septième opéra du compositeur, formant avec Le Trouvère (1853) et La traviata (1853), la « trilogie populaire » de Verdi.
Centré sur le personnage dramatique et original d'un bouffon de cour, Rigoletto fit initialement l'objet de la censure autrichienne. Le roi s'amuse avait subi le même sort en 1832, interdit par la censure et repris seulement cinquante ans après la première.
Ce qui, dans le drame d'Hugo, ne plaisait ni au public ni à la critique était la description sans détour de la vie dissolue à la cour du roi de France, avec au centre le libertinage de François Ier. Dans l'opéra, le livret transfère l'action, par compromis, à la cour de Mantoue qui n'existe plus à l'époque, remplace le roi de France par le duc, et le nom de Triboulet par celui de Rigoletto.
Drame de passion, de trahison, d'amour filial et de vengeance, Rigoletto offre non seulement une combinaison mélodique et dramatique, mais met en évidence les tensions sociales et la condition féminine subalterne dans laquelle le public du XIXe siècle pouvait facilement se reconnaître. La répétition constante, dès le prélude, de la note do en rythme pointé vient marquer le thème de la « maledizione » (« malédiction »).

## Argument
Bref prélude. Le thème menaçant de la malédiction (avec la répétition entêtante du do) en croche pointée double d'abord aux cornets va en crescendo jusqu'à exploser à l'orchestre dans un tutti dramatique suivi par un court passage déchirant aux cordes. Tout s'éteint mais les cornets continuent sinistrement leur motif inexorable jusqu'aux derniers accords éclatants de fureur.

### Acte I

#### Premier tableau
La scène se passe dans une grande salle du palais où le duc de Mantoue donne un bal. Le duc entre en scène en compagnie de Borsa, un de ses courtisans : il lui fait des confidences au sujet d'une jeune fille d'une grande beauté qu'il a aperçue à l'église (« Della mia bella incognita borghese »). Il a découvert où elle demeure et, de loin, lui fait la cour ; toutefois, il ignore qui elle est et réciproquement.
Borsa attire l'attention du duc sur un groupe de dames, parmi lesquelles se trouve la comtesse Ceprano (« Quante beltà... mirate »). Le duc s'approche d'elle, et lui exprime son regret qu'elle quitte la cour pour rentrer à Ceprano. Il lui offre son bras pour la reconduire ; le comte Ceprano qui, de loin, a remarqué ce manège, est pris à partie par Rigoletto, le bouffon de la cour, bossu et difforme, qui le nargue de ce qu'il ne peut empêcher le duc de courtiser sa femme (« In testa che avete ? »).
Rigoletto sort. Entre alors Marullo, un autre courtisan : il annonce (« Gran nuova! ») qu'il vient de découvrir que le bouffon a une maîtresse (« Quel mostro? Cupido? Cupido beato! »).
Le duc, suivi de Rigoletto, revient. Il est en colère à cause de la présence de Ceprano qui empêche toute intrigue avec la comtesse. Rigoletto lui suggère alors d'enlever cette dernière et d'éliminer le comte. Puis il se moque du comte et le duc lui conseille d'être moins impertinent. Borsa et d'autres courtisans se promettent, avec Ceprano, de se venger du bouffon. Rigoletto fanfaronne au motif que nul n'osera porter la main sur lui.
Soudain, le vieux Monterone fait irruption dans la salle (« Ch'io gli parli ») : le duc ayant séduit sa fille, il vient, devant toute la cour, dénoncer les mœurs du duc. Rigoletto, tout claudicant, se glisse auprès du vieillard et le tourne en dérision (« Voi congiuraste contro noi, signore »). Ne supportant pas les propos de Monterone, le duc le fait arrêter ; Monterone lance alors une malédiction contre Rigoletto et le duc. Les courtisans commentent la malédiction qui vient de s'abattre sur Rigoletto (« Oh tu che la festa audace »).

#### Second tableau
De nuit, Rigoletto rentre chez lui tout en repensant à la malédiction de Monterone (« Quel vecchio maledivami »). Au moment où il va franchir la porte d'entrée de sa maison, il est accosté par un tueur à gages, Sparafucile, qui lui propose ses services. Bien qu'il n'en ait pas besoin pour le moment, Rigoletto lui demande son nom et où on peut le trouver. Une fois l’assassin parti, le bouffon s'engage dans un soliloque au cours duquel il dresse un parallèle entre leurs professions respectives, l'un ayant pour arme sa langue et l'autre vivant de son épée.
Il déplore sa situation à la cour et exprime sa haine des courtisans, qui ne cessent de le haïr et de le mépriser.
Il ouvre sa porte et se trouve accueilli par sa fille Gilda.
Elle lui demande de lui parler de leur famille. Il l'interrompt et lui recommande de ne jamais sortir de la maison ; elle le rassure en disant qu'elle ne sort que pour aller à l'église. Comme elle insiste pour qu'il lui parle de sa mère morte, Rigoletto lui demande de ne pas l'obliger à se souvenir de son bonheur perdu. Gilda essaie de le persuader de lui révéler quelque chose de son pays, de sa famille et de ses amis, mais en vain.
Toujours soupçonneux, Rigoletto appelle Giovanna, la gouvernante, et lui ordonne la plus grande vigilance (« Veglia, o donna, questo fiore »). Il croit entendre quelqu'un à l'extérieur et sort. Alors que le bouffon scrute la ruelle, le duc se faufile à l'intérieur de la cour. Rigoletto revient et demande à Giovanna si Gilda et elle-même ne sont jamais suivies lorsqu'elles vont à l'église. Elle lui assure que non. Il lui ordonne de toujours bien verrouiller la porte. Rassuré, il dit au revoir à sa fille et s'en va, laissant le duc stupéfait de ce qu'il vient de découvrir. Gilda éprouve du remords quant au fait d'avoir caché à son père qu'à la sortie de la messe, un jeune homme l'a suivie, et elle confie à Giovanna qu'elle en est devenue amoureuse (« Giovanna, ho dei rimorsi »).
Le duc sort de sa cachette, fait signe à Giovanna de disparaître et se jette aux pieds de Gilda. Celle-ci, surprise, appelle à l'aide mais ne résiste plus quand le duc lui chante tendrement son amour.
Il se dit être un pauvre étudiant du nom de Gualtier Maldè mais avant qu'il ne puisse parler davantage, Giovanna vient signaler qu'elle a entendu marcher dans la ruelle. Gilda lui demande de faire sortir le duc. Avant de se quitter, ils échangent d'ardentes paroles (« Addio... speranza ed anima »).
Restée seule, Gilda rêve sur le nom de son bien-aimé.
Borsa, Ceprano et d'autres courtisans, prenant Gilda pour la maîtresse de Rigoletto s'apprêtent à réaliser leur projet d'enlèvement quand Rigoletto vient vers eux (« Zitti, zitti, moviamo a vendetta »). Ils lui font croire qu'ils sont là pour enlever la femme de Ceprano et lui proposent de les assister dans leur entreprise en lui mettant un masque ; ils lui demandent alors de tenir l'échelle. Le bouffon croit que c'est l'obscurité qui l'empêche d'y voir. Certains courtisans parviennent à enlever Gilda qui appelle au secours. Rigoletto, assourdi par le bandeau, n'entend pas cet appel. Il arrache tout de même son masque, se rue dans la maison et comprend que Gilda a été enlevée. Il commence à croire à la malédiction de Monterone.

### Acte II
Le second acte se passe dans le salon du duc. Celui-ci est seul et très affecté par l'enlèvement de Gilda, par des ravisseurs qu'il ne connait pas. En vérité ce sont les courtisans.
Arrivent les courtisans qui lui racontent ce qui s'est passé. Ayant pris à tort Gilda pour la maitresse de Rigoletto, ces derniers l'ont enlevée, ne sachant pas qu'elle était en fait la fille de Rigoletto. Lors de l'enlèvement, ce dernier a croisé les courtisans et les a aidés, induit en erreur et croyant enlever la femme de Ceprano.
À leur description, le duc reconnaît Gilda et exprime sa joie qu'elle soit retrouvée et il sort pour aller la rejoindre (« Possente amor mi chiama »).
À ce moment, entre Rigoletto. Il sait que sa fille doit être dans le palais, et, tout en feignant l'indifférence, il se met à sa recherche (« La rà, la rà, la la... »). Lorsqu'il entend un page répondre qu'il ne faut pas déranger le duc, il commence à avoir des soupçons ; il implore alors les courtisans de lui rendre sa fille.
Ceux-ci sont stupéfaits de découvrir cette parenté entre le bouffon Rigoletto et Gilda.
Soudain, une porte s'ouvre et Gilda sort en courant de l'appartement du duc (« Mio padre ! - Dio ! Mia Gilda ! »).
Rigoletto, tout heureux, la serre dans ses bras, mais, la voyant en larmes, il se retourne furieux contre les courtisans et leur enjoint de sortir. Restée seule avec son père, Gilda raconte toute l'aventure avec le duc, ainsi que l’enlèvement.
Rigoletto essaie de la consoler et lui promet qu’ils vont quitter la cour lorsque passe Monterone qu'on conduit en prison. Ce dernier s'arrête devant le portrait du duc pour déplorer que sa malédiction soit restée sans effet sur le libertin.
Rigoletto décide alors de se venger et lui promet qu'il sera vengé, malgré la demande contraire de Gilda.

### Acte III

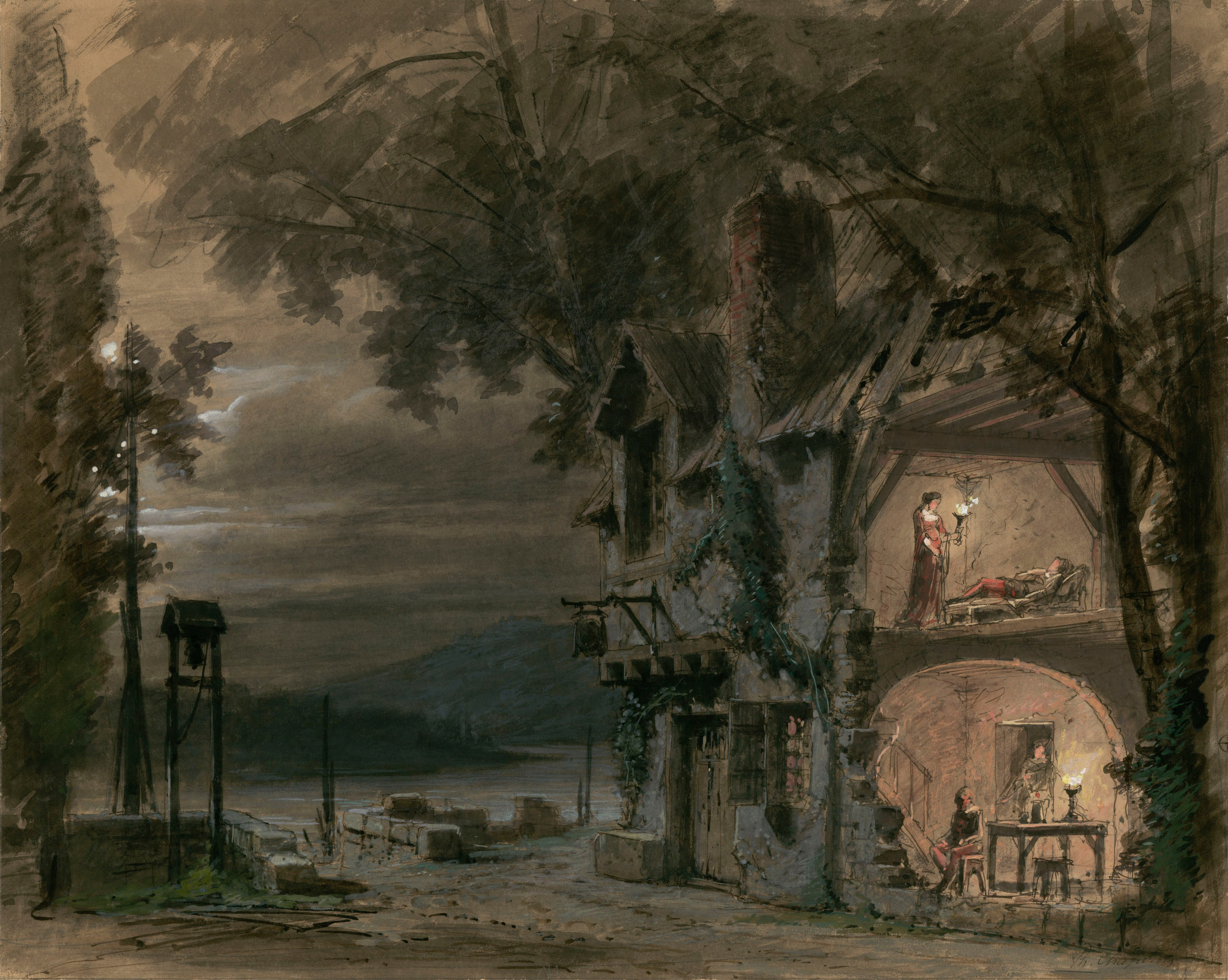
Décors Rigoletto acte III de Philippe Chaperon. 1885.

La scène se passe de nuit près d'une auberge délabrée, sur les rives du Mincio, par une nuit d'orage. Dehors, Gilda supplie encore son père d'épargner le duc (« E l'ami ? - Sempre »). Rigoletto la conduit à un mur où, par une fente, on peut voir dans l'auberge. Là, il l'invite à regarder : en voyant son amoureux entrer dans l'auberge et demander une chambre à Sparafucile, elle est horrifiée. Le duc commande du vin et, cynique, proclame l'inconstance des femmes.
Pendant ce temps, Sparafucile, discrètement, sort dire à Rigoletto que le duc est là. Rigoletto réplique qu'il va revenir pour tout régler. La sœur de Sparafucile, Maddalena, dont ils se sont servis pour attirer le duc dans l'auberge, vient retrouver celui-ci dans la pièce, où il est en train de boire.
Gilda est alors anéantie en découvrant l'infidélité de son bien-aimé.
Rigoletto veut éloigner sa fille : il lui demande de revêtir un costume masculin et de s'enfuir à Vérone.
Il verse ensuite un acompte à Sparafucile, tout en promettant de lui donner le solde quand Sparafucile lui aura remis le cadavre du duc. L'assassin regagne alors l'auberge.
Maddalena, qui trouve le duc beau, commence à regretter le projet de Sparafucile.
Au plus fort de l'orage, Gilda revient, travestie en homme, et s'approche de l'auberge : elle entend Maddalena demander à son frère d'épargner le bel inconnu. Sparafucile accepte un compromis : à la place, il tuera la première personne qui se présentera à l'auberge avant minuit. À ces mots, Gilda décide de se sacrifier pour celui qu'elle aime toujours, malgré son infidélité. Elle frappe à l'auberge et demande à entrer. Quand Maddalena lui ouvre, un terrible coup de tonnerre retentit, couvrant les cris de la malheureuse, au moment où l'assassin la frappe.
L'orage s'apaise peu à peu. Une horloge sonne minuit. Rigoletto revient chercher le cadavre du duc. Il frappe à la porte. Sparafucile sort en traînant un sac. Le bouffon lui tend une bourse. Resté seul, Rigoletto traîne le sac vers le bord de l'eau, quand il entend soudain la voix du duc chanter au loin La donna è mobile. Tremblant, il déchire le sac, et, horrifié, y trouve sa fille mourante.
Éperdu de douleur, Rigoletto prend sa fille dans ses bras : tous deux chantent alors des adieux déchirants.
Au moment où elle expire, il comprend alors que la maledizione (la « malédiction ») de Montérone s'est réalisée.

## Structure de l'opéra

### Premier acte
1. Prélude – Andante sostenuto, do mineur
2. Introduction
- Introduction « Della mia bella incognita borghese » (« J'ai l'intention de décrocher mon affaire ») - Le duc, Borsa – Allegro con brio, la  majeur
- Ballade « Questa o quella per me pari sono » (« L’une ou l’autre sont les mêmes pour moi ) - Le duc – Allegretto, la  majeur
- Menuet et perigordino « Partite? … Crudele! » (« Vous nous quittez ? Comme c'est cruel ! ») - Le duc, la comtesse, Rigoletto, Borsa, chœur – Tempo di minuetto, la  majeur
- Chœur « Gran nuova! Gran nuova! » (« Bonne nouvelle ! Bonne nouvelle ! ») - Marullo, le duc, Rigoletto, Ceprano, chœur – Allegro con brio
- Scène « Ch’io gli parli » (« Laissez-moi lui parler ») - Monterone, le duc, Rigoletto, chœur – Sostenuto assai, do mineur, fa mineur
- Strette « Oh tu che la festa audace hai turbato » (« Ô vous qui osez désespérément nos plaisirs ») - tous sauf Rigoletto – Vivace, ré  mineur

3. Duo « Quel vecchio maledivami! … Signor? » (« Ce vieillard m'a maudit! … Monsieur ? ») - Rigoletto, Sparafucile – Andante mosso, ré mineur
4. Scène et duo
- Scène « Quel vecchio maledivami! … Pari siamo! … io la lingua, egli ha il pugnale » (« Ce vieillard m'a maudit! … Nous sommes deux d'une sorte ! … mon arme est ma langue ») - Rigoletto – Adagio, ré mineur
- Scène « Figlia! … Mio padre! » (« Ma fille ! … Père ! ») - Rigoletto, Gilda – Allegro vivo, do majeur
- Duo « Deh, non parlare al misero » (« Oh, ne parlez pas à votre misérable ») - Rigoletto, Gilda – Andante, la  majeur
- Cabalette « Veglia, o donna, questo fiore » (« Ô femme, veille sur cette fleur ») - Rigoletto, Gilda, Giovanna, le duc – Allegro moderato assai, do mineur

5. Scène et duo 
- Scène « Giovanna, ho dei rimorsi… » (« Giovanna, j'ai honte… ») - Gilda, Giovanna, le duc – Allegro assai moderato, do majeur, sol majeur,
- Scène « T’amo! » (« Je t'aime ! ») - Gilda, le duc – Allegro vivo, sol majeur
- Duo « È il sol dell’anima, la vita è amore » (« L'amour est le soleil de l'âme, c'est la vie elle-même ! ») - le duc, Gilda – Andantino, si  majeur
- Scène « Che m’ami, deh, ripetimi… » (« Tu m'aimes, dis-le encore une fois ») - Le duc, Gilda, Ceprano, Borsa, Giovanna – Allegro, si  majeur
- Cabalette « Addio … speranza ed anima » (« Adieu ... mon cœur et mon âme ») - Gilda, le duc – Vivacissimo, ré  majeur

6. Aria et scène
- Aria « Gualtier Maldè! … Caro nome che il mio cor » (« Walter Maldè ... nom de l'homme que j'aime ... Nom bien-aimé, le premier à bouger ») - Gilda – Allegro moderato, mi majeur
- Scène « È là… Miratela » (« Elle est là. ... Regarde la ! ») - Borsa, Ceprano, chœur – Allegro moderato, mi majeur

7. Final de l'acte I
- Scène « Riedo! … perché?'' » (« Je suis revenu! ... Pourquoi ? ») - Rigoletto, Borsa, Ceprano, Marullo – Andante assai mosso, la  majeur
- Chœur « Zitti, zitti, muoviamo a vendetta » (« Doucement, doucement, le piège se referme ») - chœur – Allegro, mi  majeur
- Strette « Soccorso, padre mio! » (« Aide, mon père ! ») - Gilda, Rigoletto, chœur – Allegro assai vivo

### Deuxième acte
8. Scène
- Scène « Ella mi fu rapita! » (« Elle m'a été volée ! ») - Le duc – Allegro agitato assai, fa majeur / ré mineur
- Aria « Parmi veder le lagrime » (« Je vois les larmes ») - Le duc – Adagio, sol  majeur
- Scène « Duca, Duca! - Ebben? » (« Mon seigneur, mon seigneur ! ... Qu'est-ce que c'est ? ») - Le duc, chœur – Allegro vivo, la majeur
- Chœur « Scorrendo uniti remota via » (« Ensemble, nous sommes allés à la tombée de la nuit ») - chœur – Allegro assai moderato
- Cabalette « Possente amor mi chiama » (« L'amour puissant m'appelle ») - Le duc, chœur – Allegro, ré majeur

9. Scène
- Scène « Povero Rigoletto! » (« Pauvre Rigoletto ! ») - Marullo, Ceprano, Rigoletto, Paggio, Borsa, chœur – Allegro moderato assai, mi mineur
- Aria « Cortigiani, vil razza dannata » (« Courtisans, vil, railleur damnable ») - Rigoletto – Andante mosso agitato, do mineur / fa mineur / mi  majeur

10. Scène et duo
- Scène « Mio padre! – Dio! Mia Gilda! » (« Père! ... Oh mon Dieu! Ma Gilda ! ») - Gilda, Rigoletto, chœur – Allegro assai vivo ed agitato, mi  majeur
- Duo « Tutte le feste al tempio » (« Chaque jour saint, dans l'église ») - Gilda, Rigoletto – Andantino, mi mineur- la  majeur / do majeur / ré  majeur
- Scène « Compiuto pur quanto a fare mi resta » (« Quand j'ai fini ce que je dois faire ici ») - Rigoletto, Gilda, Usciere, Monterone – Moderato, la  majeur
- Cabalette « Sì, vendetta, tremenda vendetta » (« Oui, vengeance, terrible vengeance ») - Rigoletto, Gilda – Allegro vivo, la  majeur

### Troisième acte
11. Scène et canzone
- Scène « E l’ami? – Sempre » (« Et vous l'aimez ? ... Je vais toujours. ») - Rigoletto, Gilda, le duc, Sparafucile – Adagio, la mineur
- Canzone « La donna è mobile » (« Comme la plume au vent ») - Le duc – Allegretto, si majeur
- Récitatif « È là il vostr’uomo … » (« Ton homme est là. Doit-il vivre ou mourir ? ») - Sparafucile, Rigoletto

12. Scène et quatuor
- Scène « Un dì, se ben rammentomi » (« Un jour, si je me souviens bien ») - Le duc, Maddalena, Rigoletto, Gilda – Allegro, mi majeur
- Quatuor « Bella figlia dell’amore » (« Belle fille d'amour ») - Le duc, Maddalena, Rigoletto, Gilda – Andante, ré  majeur
- Récitatif « M’odi, ritorna a casa… » (« Écoute-moi, rentre ») - Rigoletto, Gilda – Allegro, la mineur

13. Scène, trio et tempête
- Scène « Venti scudi hai tu detto? » (« Vingt scudi, vous avez dit ? Voici dix ») - Rigoletto, Sparafucile, le duc, Gilda, Maddalena – Allegro, si mineur
- Trio « Somiglia un Apollo quel giovine … » (« C'est un Apollon ») - Maddalena, Gilda, Sparafucile – Allegro, si mineur
- Tempesta (« Tempête »)

14. Scène et final
- Scène « Della vendetta alfin giunge l’istante! » (« Enfin le moment de la vengeance est proche ! ») - Rigoletto, Sparafucile, Gilda – Allegro, la majeur
- Duo « V’ho ingannato… colpevole fui… » (« Je t'ai trompée ... J'étais coupable ... ») - Gilda, Rigoletto – Andante, ré  majeur

## Historique

### Genèse
À la suite de l'échec de la révolution de 1848, Verdi se détourne des sujets politiques qui auparavant étaient grandement présents dans ses œuvres pour « essayer de nouveaux concepts dramatiques et trouver des voies d'expressions subtiles [impliquant] un changement fondamental au niveau des sujets », écrit ainsi Jürgen Schläder. Ce qui est dorénavant mis en musique, ce sont les conflits entre les individus, appartenant souvent à des familles bourgeoises, la famille constituant par ailleurs un « modèle pour la forme que pourrait prendre politiquement une société ». Ce changement d'échelle au niveau du cadre de l'intrigue est métaphoriquement résumé dans le duo du deuxième tableau dans une phrase : « Culto, famiglia, la patria, il mio universo è in te! », ces paroles de Rigoletto témoignent de ce que son seul sujet de préoccupation est sa fille.

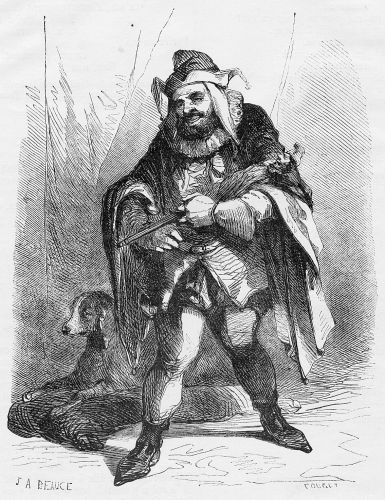
Triboulet, bouffon de François Ier devenu Rigoletto au service du duc de Mantoue sous l'effet de la censure, dans une gravure du XIXe siècle

Lorsqu'en 1850 le théâtre de La Fenice de Venise lui commande un nouvel opéra, Verdi est déjà un compositeur auquel la notoriété autorise la liberté de choisir ses sujets. Il demande à Francesco Maria Piave, avec lequel il a déjà travaillé pour Ernani, I due Foscari, Macbeth, Il corsaro et Stiffelio, de se pencher sur la pièce de théâtre d'Alexandre Dumas Kean, mais il sent bien qu'il lui faudra un sujet plus « énergique » sur lequel travailler. Verdi arrête finalement son choix sur Le roi s'amuse de Victor Hugo. Il écrit à Piave : 

« Essayons ! Le sujet est noble, immense, et comporte un personnage qui est l'une des plus magnifiques créations dont le théâtre de tous les temps et de tous les pays puisse s'enorgueillir. »

Verdi compose la partition en quarante jours, ce qui est extrêmement rapide et remarquable vu les qualités musicales et dramatiques de l'œuvre. Le compositeur lui-même déclara à la fin de sa vie que c'était sa meilleure composition[réf. nécessaire].
Si, selon le compositeur, « le sujet est noble », il est aussi hautement controversé. Hugo lui-même a déjà eu des ennuis avec la censure en France, qui a interdit les représentations de sa pièce après la première vingt ans plus tôt, interdiction qui devait se poursuivre trente ans durant. Dès le début, Verdi autant que Piave sont conscients des risques. Une lettre a été retrouvée dans laquelle Verdi écrit : « Prends tes jambes à ton cou, cours à travers la ville et trouve-moi une personne influente qui m'obtienne la permission de faire Le roi s'amuse ». S'ensuit une correspondance entre le prudent Piave et un Verdi ayant déjà accepté la commande, d'où il ressort que tous les deux sous-estiment la puissance de la censure. Même Guglielmo Brenna, l'amical secrétaire de la Fenice qui leur avait assuré qu'ils n'auraient pas de problèmes, est dans l'erreur.
L'Italie du Nord est en effet alors contrôlée par l'Autriche, qui ne plaisante pas avec tout ce qui touche à la royauté. Au début de l'été 1850, des rumeurs commencent à se répandre à propos d'une probable interdiction de la production par la censure, celle-ci considérant que l'œuvre d'Hugo friserait le crime de lèse-majesté. En août, Verdi et Piave se retirent prudemment à Busseto pour continuer la composition et préparer une stratégie défensive. Ils écrivent au théâtre, assurant que les doutes des censeurs à l'égard de la moralité de l'œuvre ne sont pas justifiés et que vu le peu de temps accordé, peu de modifications pourraient de toute façon y être apportées. L'œuvre est secrètement appelée par ses auteurs La Maledizione (« la malédiction »). Ce titre officieux, porté à la connaissance du gouverneur militaire Gorzkowski par ses espions, est utilisé pour renforcer, si besoin était, les termes violents de la lettre de décembre 1850 par laquelle il refuse définitivement d'autoriser la production de ce qu'il qualifie d'« exemple répugnant d'immoralité et de trivialité obscène ».
Afin de ne pas gâcher tout leur travail, Piave essaye de réviser le livret et arrive même à en tirer un autre opéra Le Duc de Vendôme, dans lequel le roi est remplacé par un duc et où le bossu et la malédiction disparaissent. Verdi est totalement opposé à cette solution, écrivant ainsi le 14 décembre 1850 à Mazari, directeur de la Fenice : « D'un drame authentique et violent, on a fait quelque chose de banal et sans passion. […] En tant que musicien consciencieux, je ne puis mettre en musique ce livret ». Il choisit de négocier point par point l'œuvre directement avec les censeurs.
Brenna intervient en qualité de médiateur et présente aux Autrichiens des lettres et autres articles dépeignant le mauvais caractère mais la grande valeur du compositeur. Les parties s'accordent finalement sur le déplacement de l'action de la cour du roi de France vers un duché de France ou d'Italie, et le renommage des personnages (le bossu Triboulet devient ainsi Rigoletto, du français familier « rigolo »). Le titre de l'œuvre est également modifié. Entre autres détails, la scène dans laquelle le souverain se retire dans la chambre de Gilda doit être supprimée et la visite du duc à la Taverna n'est plus du fait de celui-ci mais d'une manigance des comploteurs.

### Création

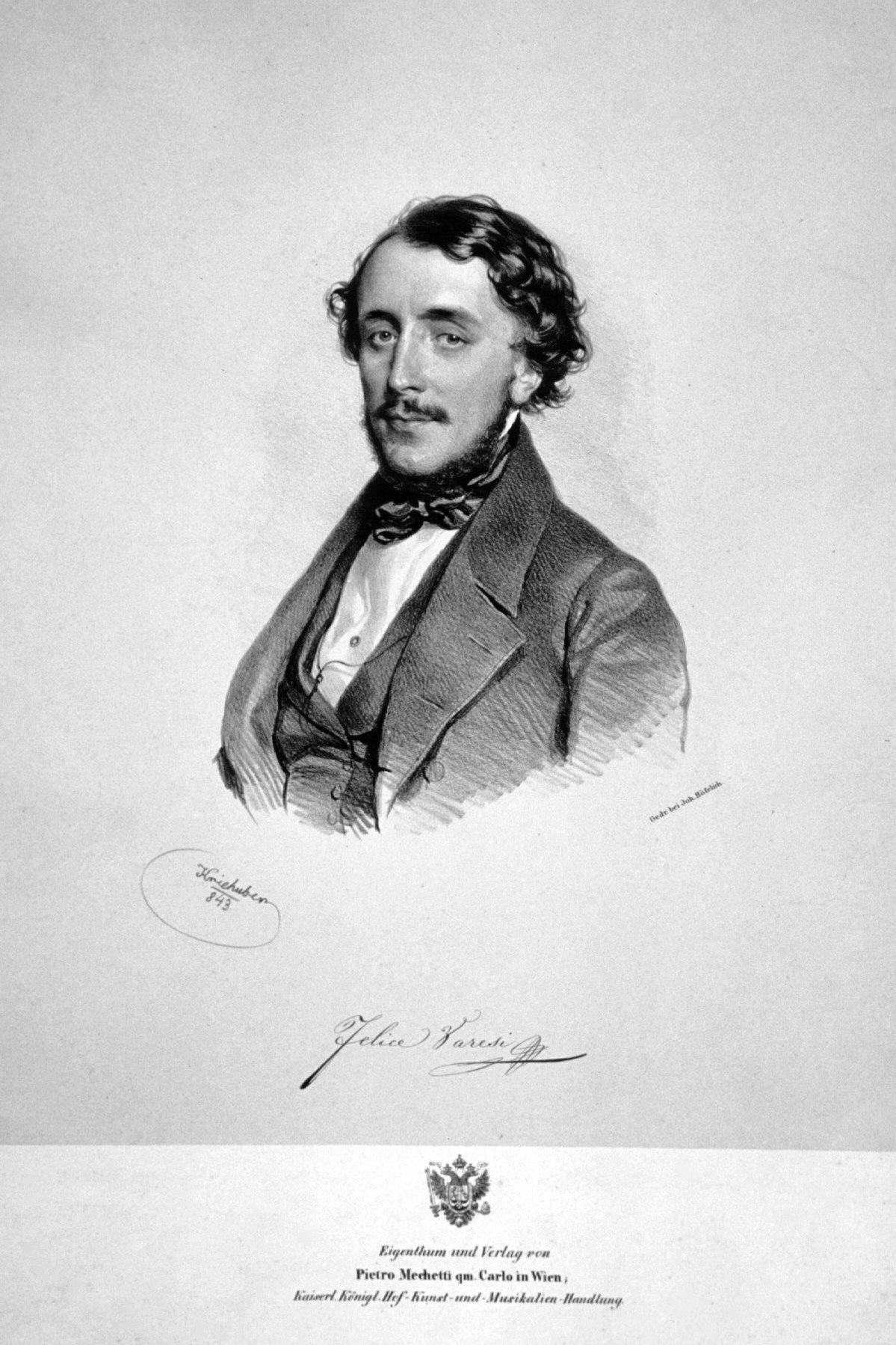
Felice Varesi, créateur du rôle-titre

Pour la première, Felice Varesi interprète le rôle de Rigoletto, le jeune ténor Raffaele Mirate celui du duc et Teresa Brambilla Gilda.
| Rôle                                                        | Classification vocale | Tessiture  | Créateur (11 mars 1851) |
| ----------------------------------------------------------- | --------------------- | ---------- | ----------------------- |
| Rigoletto, bouffon                                          | baryton               | si1 – sol3 | Felice Varesi           |
| Gilda, sa fille                                             | soprano               | si3 – do5  | Teresa Brambilla        |
| Le duc de Mantoue                                           | ténor                 | do2 – si3  | Raffaele Mirate         |
| Sparafucile, assassin                                       | basse                 | fa1 – fa3  | Paolo Damini            |
| Maddalena, sœur de Sparafucile                              | mezzo-soprano         | si3 – fa4  | Annetta Casaloni        |
| Giovanna, gouvernante de Gilda                              | alto                  | fa3 – mi4  | Laura Saini             |
| le comte Ceprano                                            | basse                 | sol1 – fa3 | Andrea Bellini          |
| la comtesse Ceprano                                         | mezzo-soprano         | la3 – mi4  | Luigia Morselli         |
| Matteo Borsa                                                | ténor                 | do2 – la3  | Angelo Zuliani          |
| le comte Monterone                                          | baryton               | si1 – fa3  | Feliciano Ponz          |
| le chevalier Marullo                                        | baryton               | si1 – fa3  | Francesco De Kunnerth   |
| un huissier                                                 | ténor                 |            | Giovanni Rizzi          |
| le page du duc                                              | mezzo-soprano         | sol3 – ré4 | Annetta Modes Lovati    |
| Courtisans, dames, pages, hallebardiers, serviteurs (chœur) |                       |            |                         |

- Orchestre et chœurs du Teatro nuovo, Rimini
- Maestro al cembalo : Giuseppe Verdi
- Premier violon et directeur d’orchestre : Gaetano Mares
- Chef de chœur : Luigi Carcano
- Direttore di scena : Francesco Maria Piave
- Décors : Giuseppe Bertoja

En raison des risques de plagiat, Verdi avait exigé le secret de tous ses chanteurs et musiciens. Mirate n'a pu ainsi disposer de sa partition que quelques jours avant la première et dut jurer de ne pas chanter ou même siffler l'air de « La donna è mobile » en public.
La première de Rigoletto eut lieu le 11 mars 1851, avec l'orchestre et le chœur du Teatro Nuovo de Rimini sous la direction de Gaetano Mares, dans des décors de Giuseppe Bertoja, Luigi Carcano étant chef de chœur, Verdi au clavecin. La Fenice était alors avec ses 1900 places l'une des plus grandes salles d'Italie et disposait depuis 1844 d'un système d'éclairage à gaz moderne et d'une machinerie des plus avancées, orchestrée par le chef machiniste Luigi Caprana. Ainsi pouvaient être exaucées les grandes exigences de Verdi : « Du tonnerre et des éclairs non pas [comme d'habitude] seulement en pensée […], mais en fait. Je voudrais que l'éclair surgisse du fond de la scène ».

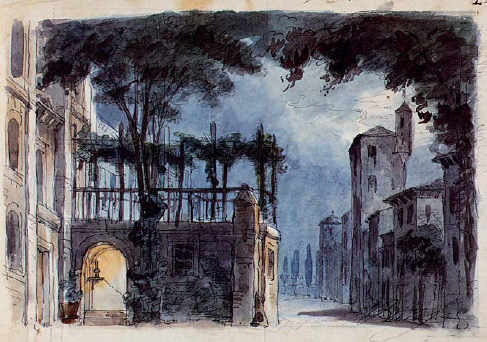
Décors de Giuseppe Bertoja pour le deuxième tableau du premier acte

Bertoja conçut pour Rigoletto les premiers décors en trois dimensions d'Italie (jusque-là les décors avaient toujours été constitués des toiles peintes). Pour la première fois, on retrouvait donc sur scène des escaliers, terrasses et balcons. « Pour le deuxième tableau du premier acte fut construite une grande terrasse devant la maison, à hauteur du premier étage, avec un arbre planté devant […]. Ces éléments de décors composaient des espaces juxtaposés distincts, qui divisaient la scène ». Verdi était tellement préoccupé par les décors et la mise en scène, qu'il demanda à Piave depuis Busseto de ne plus s'occuper du livret mais avant tout du jeu scénique. Encore quelques semaines avant la représentation, alors que l'opéra n'était pas encore totalement orchestré, l'effet scénique était déjà la première préoccupation de Verdi.

### Accueil

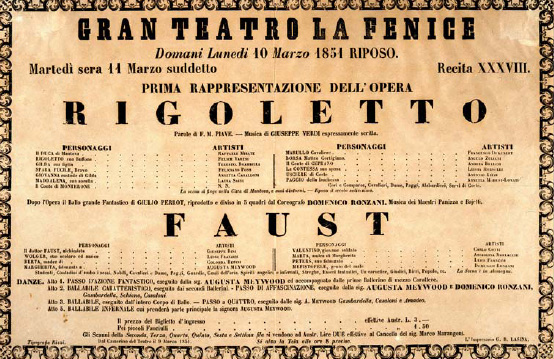
Affiche de la première, comme souvent à l'époque, l'opéra était suivi d'un ballet.

La première fut pour Verdi un immense succès, qu'il n'attendait pas dans de telles proportions malgré quelques réserves :

« Nous fûmes hier littéralement submergés par de la nouveauté : par la nouveauté ou plutôt la singularité du sujet ; par la nouveauté de la musique, de son style, des formes musicales, à tel point qu'il ne nous fut plus possible de nous forger une opinion précise à ce sujet. […] Le compositeur ou le poète ont été pris d'un amour tardif pour l'école satanique […], cherchant la beauté et l'idéal dans le difforme et le repoussant. Je peux difficilement louer ce goût. Cependant cet opéra obtint un franc succès, et le compositeur fut acclamé après chaque numéro, rappelé, applaudi, et deux airs durent être redonnés. »

— Gazzetta ufficiale di Venezia, 11 mars 1851.
La distribution fut acclamée, le duo Rigoletto/Gilda du premier acte et le duo Gilda/le duc furent bissés. Lors de l'aria du duc du troisième acte, le public était tellement enthousiaste que Raffaele Mirate ne put entamer la deuxième strophe.
L'opéra s'exporte rapidement hors de Venise vers les grandes scènes italiennes : Bergame, Trévise, Rome, Trieste et Vérone l'accueillent dans l'année. En raison de la censure, l'opéra fut à ses débuts souvent donné sous des noms différents : Viscardello à Rome (1851) et Bologne (1852), Clara di Perth à Naples, Lionello en certains lieux du royaume des Deux-Siciles. Il subit également des modifications internes à cause du désir de nombreuses maisons d'en éliminer les aspects « immoraux » : parfois le duc et Gilda ne doivent pas s'être rencontrés à l'église, parfois l'épouse de Ceprano devient sa sœur célibataire, parfois enfin Rigoletto ne crie pas « La maledizione! » mais « O clemenza di cielo » à la fin de l'opéra.
En 1852, Rigoletto est joué sur 17 nouvelles scènes, puis 50 autres en 1853, parmi lesquelles La Scala de Milan, Prague, Londres, Madrid, Stuttgart et Saint-Pétersbourg, 29 autres en 1854 dont San Francisco, Odessa, Tiflis et Munich.
La première représentation parisienne a lieu le 19 janvier 1857. Victor Hugo, auteur du Roi s'amuse, considère l'opéra comme un plagiat et était parvenu à éviter cette première six ans durant, jusqu'à ce qu'un procès permette à celle-ci d'avoir lieu, le tribunal arguant que les paroles du livret de Piave ont été publiées en 1853 sans contestation[réf. nécessaire].
Dans les dix années qui suivent la première, Rigoletto est porté sur environ 200 scènes, jusqu'à Bombay (1856), Batavia, Calcutta ou Manille (1867).

### Critiques
Quoiqu'appréciés dès le début par le grand public, le livret comme parfois même la musique de Rigoletto souffraient aux yeux des critiques et musicologues de graves défauts, une opinion qui dut attendre le milieu du vingtième siècle pour être révisée.

#### Le livret
Le sujet et le livret de Rigoletto furent longtemps qualifiés de « bêtise », de « morceau de foire » ou de « colportage » et ne furent pas compris comme représentatifs d'un nouveau genre.
Le critique musical Hermann Kretzmar écrivait en 1919 : « En ce qui concerne les œuvres comme Rigoletto […] l'impression principale est […] le regret que le talent musical [de Verdi] ait été gaspillé dans une histoire écœurante. » Cette appréciation fait référence à la myriade de protagonistes — hommes au ban de la société, estropiés, proxénètes et prostituées d'une part, et une haute société totalement amorale d'autre part — qui ne semblaient pas adaptés au monde de l'opéra. La pièce n'a pas de héros, mais un personnage principal discutable : Rigoletto apparaît au premier acte comme un bouffon cynique et aussi peu scrupuleux que son maître ; sa vengeance apparaît dans le dernier acte comme plus importante que la sécurité de sa fille. Rigoletto n'est pas le seul personnage ambigu : « Le personnage du duc de Verdi n'est pas décrit que comme un bon vivant seigneurial, qui s'arroge impunément tous les droits. La musique montre qu'il est également capable de vrais sentiments » et « même la douce Gilda n'est pas d'un seul bloc : le vice l'a secouée. Elle cède à son prétendant […] et se suicide pour le sauver. De tels personnages sont contestables ». Le livret de Piave fut également largement critiqué en raison de ses supposées incohérences et invraisemblances : le seul fait que le palais Ceprano et la maison d'un bouffon soient dans la même rue est peu crédible, et l'on peut également trouver curieux de songer à un tel lieu pour garder sa fille cachée. Il paraît également invraisemblable que Rigoletto, étant rentré chez lui à la fin du premier acte en raison de mauvais pressentiments, n'a aucun soupçon de ce qui peut y arriver ; Monterone est conduit au bagne à travers le palais lors du deuxième acte sans raison apparente ; enfin Sparafucile, pourtant décrit comme tueur professionnel, fait si mal son travail que Gilda « peut sortir de son linceul et tout expliquer à son père ».
Certaines incohérences proviennent de modifications que la censure a préalablement imposées à la pièce, corrections qui pour rendre la pièce plus « acceptable » appauvrissent le livret final. Ainsi le duc se rendant alors à une maison close pour louer une chambre au début du troisième acte (scène 11) demande-t-il à Sparafucile « deux choses […] : ta fille et du vin », qui devinrent dans la partition finale « une chambre et du vin ». La façon que Rigoletto a de vouloir convaincre sa fille du vice de son bien-aimé, « Son questi i suoi costumi » (« Ce sont ses coutumes »), ne peut alors plus être comprise correctement.
Verdi a superbement ignoré les critiques envers le livret, comme il le fit pour d'autres plus tard (Il trovatore par exemple).

#### La musique
Malgré la grande popularité des airs « Caro nome » et « La donne è mobile » qui sont aujourd'hui connus hors du contexte même de l'opéra au même titre que l'« Air des esclaves » de Nabucco, la marche triomphale d'Aida ou le Che gelida manina de La Bohème, la musique de Verdi fut elle aussi longtemps critiquée. De nombreux contemporains de l'œuvre virent en celle-ci une musique superficielle et aux mélodies faciles semblable à celle d'un « orgue de barbarie ».
En Italie, cette critique était principalement adressée aux artistes « d'avant-garde » rassemblés dans le groupe Scapigliatura, auquel appartenait entre autres Arrigo Boito qui collabora ensuite avec Verdi en tant que librettiste. En Allemagne, la critique provint principalement des admirateurs de Richard Wagner ; Wagner et Verdi apparaissaient en effet dans la seconde moitié du XIXe siècle comme des antipodes. Peu après la première de Rigoletto, le journal Die Hannoversche Zeitung écrivait :

« La musique n'a rien à envier au texte en mesquinerie. Seuls séduisent les passages s'animant en valses, galops ou polkas. On ne peut trouver une touche d'esprit et de sentiments que dans la petite aria de Gilda et dans le duetto de Rigoletto et Sparafucile. Sinon il manque totalement d'esprit dans toute idée que le compositeur s'est fait de ce qu'un opéra peut et doit être. »

— Die Hannoversche Zeitung, 27 février 1853.
C'est à peine plus complaisant que le Frankfurter Nachrichten écrit, huit ans après la première :

« Il est bien connu que le travail bâclé présente tous les vices et vertus de la musique de Verdi : musique légère, rythmes de danse plaisants pour des scènes effroyables ; que la mort et la corruption y sont représentés comme dans toutes les œuvres de ce compositeurs par des galopades et des cotillons. Mais l'opéra contient beaucoup d'aspects beaux et plaisants et s'invitera sûrement dans notre répertoire. »

— Frankfurter Nachrichten, 24 juillet 1859.
Le critique musical viennois Eduard Hanslick s'exprime ainsi : « La musique de Verdi est aussi funeste pour la composition italienne moderne que pour l'art lyrique. » Hanslick déplore ainsi une « instrumentation lourde et larmoyante » et des effets superficiels, le pire étant, pour le critique, la figure « froide et coquette » de Gilda, son morceau de bravoure « tout droit venu des Alpes » et le duo d'amour « Addio » qu'il juge essentiellement « comique ».
Avec le renouveau d'intérêt pour Verdi dans les années 1920, renforcé dans les années 1950, s'impose une autre considération pour la musique de Verdi. L'apparente superficialité et la simplicité dans l'instrumentation sont alors comprises comme « expressions de la nature et de l'inévitable du drame ». Il est d'ailleurs révélateur qu'à cette époque non seulement les chefs d'orchestre et les chanteurs mais même un certain nombre de compositeurs d'avant-garde reconsidèrent la musique de Rigoletto, parmi lesquels Luigi Dallapiccola, Luciano Berio, Ernst Krenek, Wolfgang Fortner, Dieter Schnebel ou déjà auparavant Igor Stravinsky qui déclare : « J'affirme que, dans l'aria « La donna è mobile », par exemple, que tout élite ne considère que brillante et superficielle, il y a plus de substance et de sentiment que dans la Tétralogie ».

### Adaptations

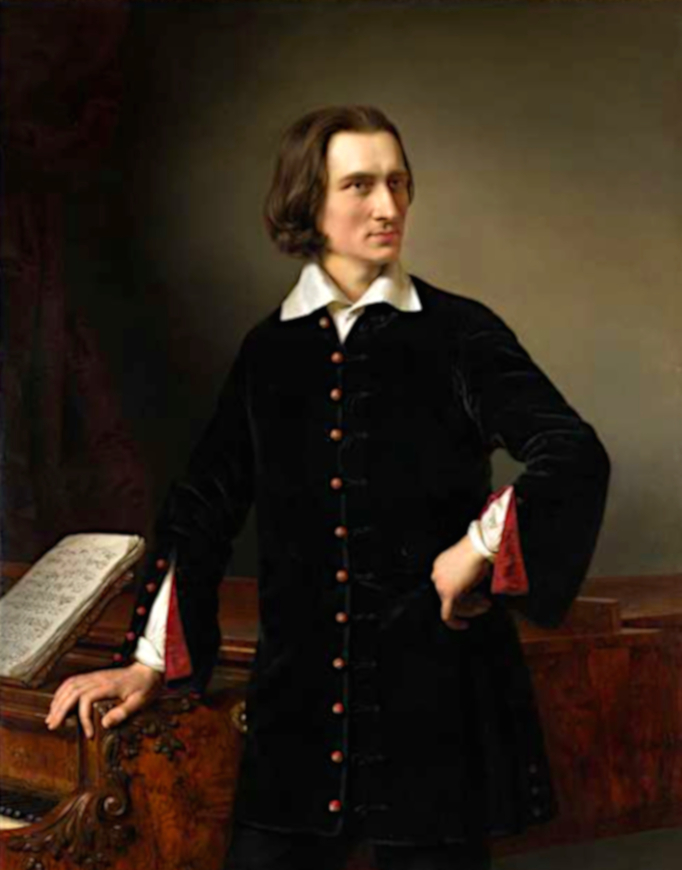
Portrait de Liszt par Miklós Barabás (1847).

En raison de la grande popularité de l'opéra, il y eut rapidement une demande de transcriptions et d'adaptations, principalement pour instruments solistes. Dès 1853, Anton Diabelli écrit trois Pot-pourris à partir de thèmes de l'opéra Rigoletto de G. Verdi pour piano et violon (op. 130). Parmi les autres adaptations célèbres, on trouve une Fantaisie sur Rigoletto pour deux flûtes et piano de Karl et Franz Doppler, une Fantaisie sur Rigoletto pour deux clarinettes et cor de basset (op. 38) et un arrangement du guitariste virtuose Johann Kaspar Mertz.
Enfin la Paraphrase de concert (1857) de Franz Liszt comprend une variation sur le quatuor de troisième acte.

### Postérité
Depuis sa création, Rigoletto appartient au répertoire traditionnel des maisons d'opéra, et reste parmi les opéras les plus joués. Operabase le place en neuvième position dans la liste des œuvres les plus données pour la saison 2011-2012. On dénombre 37 nouvelles mises en scène de l'opéra entre 2011 et 2013.
Rigoletto est prisé des metteurs en scène : l'aspect métaphorique du mélodrame avec ses grands effets permet un vaste spectre d'interprétations. Ainsi Hans Neuenfels place l'action de la production du Deutsche Oper de Berlin en 1986 sur une île couverte de palmiers, Doris Dörrie à Munich en 2005 sur la planète des singes et habille toute la haute société en singe ; au Wiener Volksoper, Stephen Landridge situe la pièce dans le milieu du cinéma des années 1950, Thomas Krupa à Fribourg en 2012 dans une maison de poupées et Jonathan Miller (en) en 1983 à New York dans le milieu de la mafia, une idée qui sera reprise par Kurt Horres en 1998 à Francfort et Wolfgang Dosch à Plauen en 2009. Michael Mayer place Rigoletto la production du Metropolitan Opera en 2013 dans le Las Vegas des années 1960 ; la même année, Robert Carsen choisit le milieu du cirque des années 1830 pour le festival d'Aix-en-Provence.
On compte néanmoins encore des mises en scène exploitant l'époque dans laquelle le livret place originellement l'action, comme celle de Kirk Browning pour le Metropolitan Opera en 1977 ou celle d'Otto Schenk en 1989 ; en Europe, on peut relever la mise en scène de Sandro Sequi pour le Wiener Staatsoper qui se trouve à son répertoire depuis 1983, ou celle de Gilbert Deflo, jouée depuis 1994 à La Scala de Milan. On retrouve également ce genre de mises en scène dans des versions filmées de l'opéra, comme celle de Jean-Pierre Ponnelle enregistrée en 1983 sous la baguette de Riccardo Chailly ou celle donnée à Mantoue, ville dans laquelle l'action se déroule, sous la direction de Zubin Mehta avec Placido Domingo dans un présumé « décor authentique », bien que le choix d'un lieu nommé Mantoue pour l'action ne soit que le fait de la censure.

## Analyse

### Une structure novatrice
Rigoletto est une œuvre novatrice du point de vue musical. Verdi lui-même la considérait comme « révolutionnaire »[réf. nécessaire]. Le compositeur commence en effet à se défaire de la structure traditionnelle de l'opéra à « numéros » pour lui substituer une musique « continue, semblable à ce que l'on avait déjà partiellement pu entendre dans Macbeth » et que Verdi poussera dans ses deux dernières œuvres, Otello et Falstaff ; hors de l'aria de forme traditionnelle du duc, « le temps ne s'arrête jamais », l'action impulsant son rythme à la partition. Même le grand duo d'amour ne traîne pas en longueur, chanté allegro puis vivacissimo, ne laissant que 132 mesures au duc et à Gilda pour devenir intimes.
Dans cette recherche de fluidité, Verdi a conçu Rigoletto comme une « succession de duos »[réf. nécessaire]. Ce sont eux et non les arias qui forment l'ossature de l'opéra, en particulier les trois duos entre Rigoletto et sa fille ponctuant chaque acte. Le célèbre quatuor du troisième acte est en réalité également constitué de deux duos : un à l'intérieur de la maison (le duc et Maddalena), un à l'extérieur (Rigoletto et Gilda). Dans l'ultime duo du troisième acte, les voix ne se chevauchent jamais ; Rigoletto et Gilda ne chantent qu'en alternance, comme déjà au premier acte Rigoletto et Sparafucile dans un duo jugé « l'un des passages majeurs de Verdi et sûrement le moins conventionnel de tout cet opéra ». Cette « concentration de couleurs sombres et de finesses instrumentales » suggérerait un dialogue entre Rigoletto et lui-même, Sparafucile n'étant qu'une autre facette de sa personnalité.
Du fait de ce choix, le personnage éponyme de Rigoletto ne possède pas d'air au sens usuel du terme : « Pari siamo » au début du deuxième tableau est un récitatif développé qui prépare le premier grand duo avec Gilda, « Cortigiani » au deuxième acte est certes décrit comme aria dans la partition mais s'inscrit tant scéniquement que musicalement dans la continuité de l'action ; ces deux numéros trouvent d'ailleurs rarement place dans des concerts ou des compilations. On trouve certes dans Rigoletto un certain nombre de numéros « conventionnels », mais ils ont là encore une finalité dramatique : dévolus au duc et à la cour, ainsi qu'à Gilda lors de ses premières apparitions, ils soulignent le fait que leurs interprètes sont les représentants du passé et des conventions. Le concept de mélodrame se retrouve également intégré à la structure musicale, faisant de cet opéra une œuvre hybride, dans lequel Verdi ne juxtapose pas simplement les concepts, mais les organise de façon à servir l'aspect dramatique.
Cette idée ne se retrouve pas que dans la forme structurelle de l'opéra : le critique ayant évoqué une « musique d'orgue de barbarie » ciblait particulièrement le rythme ternaire que l'on retrouve dans l'air du duc ou les chœurs des premier et deuxième actes. Le choix de ce style musical est pourtant partie prenante du projet dramatique de Verdi ; la musique entraînante de « La donna è mobile » est volontairement « facile » pour signifier l'absence de réflexion et la superficialité de la haute société. Verdi reprend d'ailleurs à deux reprises ce thème, la seconde fois pour marquer le triomphe de la vulgarité sur le désir de vengeance de Rigoletto. La « profondeur du mal » ne s'exprime pas ici sur fond de cuivres retentissants, mais par un fredonnement.

### Motifs et tempos

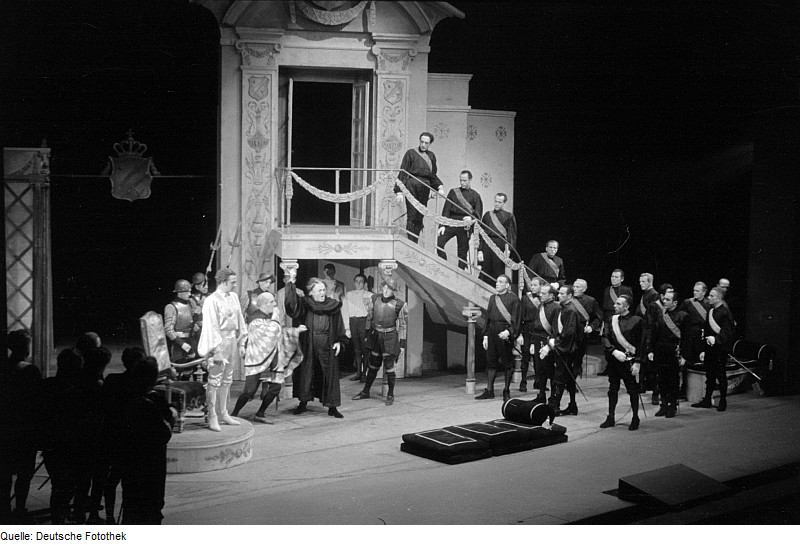
Monterone maudissant Rigoletto et le duc, Deutsche Staatsoper Berlin, 1946

L'utilisation des motifs musicaux par Verdi dans Rigoletto se distingue notablement du leitmotiv wagnérien : selon Schnebel, « il ne s'agit pas de leitmotiv comme chez Wagner, qui aurait une signification précise, mais bien plus du retour d'un sentiment ou d'un souvenir » Ainsi le motif de la malédiction en do mineur revient depuis la rencontre avec Monterone jusqu'à la dernière mesure de l'opéra, lorsque Rigoletto se souvient de cette malédiction. Un autre motif vient souligner la démarche boiteuse de Rigoletto et accompagne son départ à la fin du premier acte (numéro 7, mesure 8) ou au deuxième acte (numéro 9). « La rythmique de Verdi acquiert un nouveau sens dramatique ; la musique et la gestuelle se rejoignent ».
De la même façon les différents tempos sont associés à l'architecture de la composition : « N'est-ce pas une ironie tragique que de retrouver le même tempo pour l'aria de Gilda « Caro nome » (où Gilda exprime son amour pour le duc déguisé) et l'air de Rigoletto « Larà, lalà » (où Rigoletto, malgré sa détresse, tente de donner le change à la cour pour retrouver la trace de sa fille) ? N'est-ce pas un lien dramatique qui est ménagé, lorsque l'air de Gilda possède le même tempo que plus tard son explication sur la rencontre avec le duc (« Tutte le feste ») ou les imprécations de Rigoletto dans « Cortigiani » contre la cour ? ». Bien que Verdi ait fourni à cet effet de nombreuses indications de tempos dans la partition, cela n'a pas empêché la tradition de « les ignorer systématiquement. Les choix de tempos ne sont pas des questions de goût, mais des paramètres d'architecture ».

### Quatuor, tempête et trio

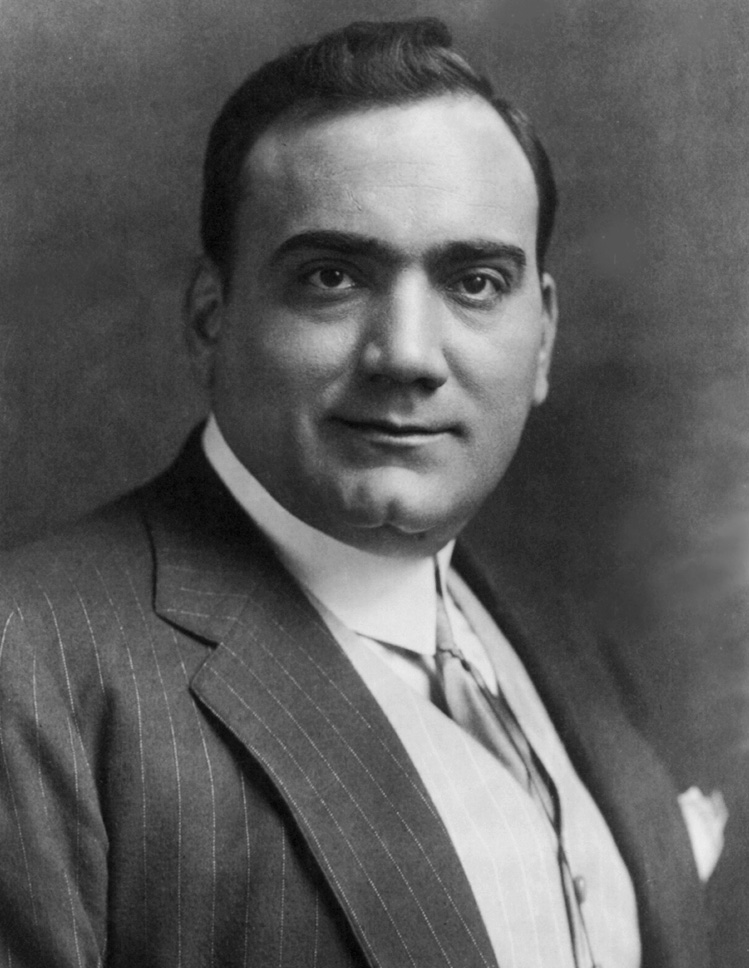
Caruso en 1910

Le point culminant musical de l'opéra est le troisième acte, dans lequel les oppositions construites lors des deux premiers actes s'affrontent et conduisent à la catastrophe, et en particulier le quatuor « Un dì, se ben rammentomi … Bella figlia dell’amore », reconnu et admiré déjà depuis longtemps (c'est d'ailleurs le seul extrait auquel Victor Hugo ne refusa jamais sa reconnaissance. Dans ce quatuor, chacun des protagonistes porte une caractéristique musicale propre : le duc qui tente de dévoyer Maddalena prend l'initiative et emploie de grandes phrases mélodiques ; Maddalena se moque des promesses du duc par des doubles-croches staccato (celui-ci incognito lui promet en effet le mariage), mais se montre au fil de la scène de moins en moins réticente ; Gilda et Rigoletto qui restent à l'extérieur de la maison à observer, marquent de longues pauses et n'interviennent qu’occasionnellement, l'une hésitant, l'autre exprimant « sa fureur dans des phrases appuyées et gagnant lentement en intensité », prenant conscience au fur et à mesure du duo qu'épier le duc n'était pas une bonne idée.
Cette volonté de Verdi dépend également de l'interprétation vocale qui en est donnée : « La façon dont Caruso termine son court solo « Bella figlia dell’amore » sur le terme « consolar » avec un brillant gruppendo, sur un ton qui rend manifeste l’ambiguïté de la situation, le discours érotique d'un « macho », est inimitable : Caruso parvient à chanter avec un ton emphatique — pour dévoyer Maddalena — et en même temps à faire comprendre que cet emphase est jouée, est un cliché érotique » écrit Jürgen Kesting.
Si ce quatuor conserve une forme traditionnelle, la Scena, Terzetto e Tempesta (« scène, trio et tempête ») qui suit se démarque notablement des normes de l'époque. « Tout le troisième acte depuis le début de l'orage est sans antécédent » écrit ainsi Julian Budden. Très différente des musiques d'orages que l'on peut entendre chez Gioachino Rossini dans Il barbiere di Siviglia ou La Cenerentola, celle de la tempête dans Rigoletto n'est pas un interlude entre des actes ou des scènes, mais est totalement intégrée au déroulement de l'intrigue, avec ses cordes dans le registre grave, ses interventions de hautbois et de piccolo, mais surtout le bourdonnement des voix du chœur derrière la scène. Elle apporte à toute la scène qui suit une atmosphère tendue et lui donne de l'intensité : tout d'abord pour le dialogue cynique entre Sparafucile et Maddalena sur la personne à tuer (Maddalena suggère le meurtre de Rigoletto), puis le trio dans lequel Gilda prend la terrible décision de se sacrifier pour le duc.

« La scène d'orage centrale est, pour ainsi dire, un film sonore, dont les images mouvementées montrent un drame extérieur et intérieur. Les rencontres furtives entre les personnes dans les ténèbres irrégulièrement brisées par un éclair sont exposées par les quintes à vide, les trémolos de cordes, les brèves percées des instruments à vent, les coups de tonnerre et les sinistres soupirs du chœur, qui expriment aussi bien un processus externe qu'interne:la mort arrive à coups de tonnerre. La musique passe toujours dans cette scène de récitatifs saccadés à des arias fluides [...]. »

— Dieter Schnebel, « Ah, la maledizione » : Der Durchbruch zum wahren Ton und zum Ton der Wahrheit

## Orchestration
Pour cet opéra, Verdi a multiplié les moyens musicaux, utilisant, outre les treize solistes chanteurs :
- un chœur d'hommes, ténors et basses (il n'y a pas de chœur féminin) ;
- le quasi habituel orchestre de fosse (à noter la présence du cimbasso souvent remplacé par le tuba) ;
- un orchestre à vent sur scène ;
- un orchestre à cordes (parties de violons I et II, altos et contrebasses) sur scène ;
- en coulisses : une grosse caisse, deux cloches tubulaires et une machine à tonnerre.

| Orchestre en fosse |
| Cordes |
| Premiers violons, seconds violons, altos, violoncelles, contrebasses                                                                 |
| Bois |
| 1 piccolo jouant la 2e flûte, 1 flûte traversière, 2 hautbois, le 2e jouant le cor anglais, 2 clarinettes en ut, si et la, 2 bassons |
| Cuivres |
| 4 cors en mi, ré, la, sol et fa, 2 trompettes en do, ré et mi, 3 trombones, 1 cimbasso                                               |
| Percussions |
| 2 timbales, grosse caisse |

## Anecdotes
- Giulia Cori, la fille de Varesi, a rapporté que la fausse bosse que son père devait porter était réellement inconfortable, le mettant mal à son aise bien qu'il fût un chanteur expérimenté[76].
- Un scandale eut lieu le 7 mars 1933 à l'occasion d'une représentation de Rigoletto au Semperoper de Dresde. Le public essentiellement constitué de SA et de membres du NSDAP hua le chef d'orchestre Fritz Busch, un des acteurs de la « Renaissance Verdi » qui n'était pas apprécié par le parti, et empêcha la représentation[77].
- Le sultan Abdülhamid II appréciait beaucoup Rigoletto et le faisait souvent jouer au Palais de Yildiz de même que la Traviata[78]

## Réutilisation musicale
En 1861, Johan Strauss II compose le quadrille Neue Melodien-Quadrille à partir, entre autres, de motifs de l'opéra.

### Discographie partielle
- 1950 : Leonard Warren (Rigoletto), Erna Berger (Gilda), Jan Peerce (duc de Mantoue) - Robert Shaw Chorale, RCA Symphony Orchestra, Renato Cellini - RCA
- 1955 : Tito Gobbi (Rigoletto), Maria Callas (Gilda), Giuseppe Di Stefano (duc de Mantoue) - Chœur et orchestre de La Scala de Milan, Tullio Serafin - EMI
- 1963 : Robert Merrill (Rigoletto), Anna Moffo (Gilda), Alfredo Kraus (duc de Mantoue) - Chœur et orchestre de la RCA Italiana, Georg Solti - RCA
- 1964 : Dietrich Fischer-Dieskau (Rigoletto), Renata Scotto (Gilda), Carlo Bergonzi (duc de Mantoue) - Chœur et orchestre de la Scala de Milan, Rafael Kubelik - Deutsche Grammophon
- 1971 : Sherrill Milnes (Rigoletto), Joan Sutherland (Gilda), Luciano Pavarotti (duc de Mantoue) - Ambrosian Opera Chorus, London Symphony Orchestra, Richard Bonynge - Decca
- 1977 : Cornell MacNeil (Rigoletto), Ileana Cotrubaș (Gilda), Plácido Domingo (duc de Mantoue) - Metropolitan Opera Orchestra and Chorus, James Levine - Deutsche Grammophon
- 1978 : Sherrill Milnes (Rigoletto), Beverly Sills (Gilda), Alfredo Kraus (duc de Mantoue) - Ambrosian Chorus, Philharmonia Orchestra, Julius Rudel- EMI Classics
- 1979 : Piero Cappuccilli (Rigoletto), Ileana Cotrubaș (Gilda), Plácido Domingo (duc de Mantoue) - Wiener Staatsoper chorus, Vienna Philharmonic Orchestra, Carlo Maria Giulini - Deutsche Grammophon
- 1984 : Renato Bruson (Rigoletto), Edita Gruberova (Gilda), Neil Shicoff (duc de Mantoue) - Chœur et orchestre de l'Académie Sainte-Cécile de Rome, Giuseppe Sinopoli - Philips Classics
- 1985 : Bernd Weikl (Rigoletto), Lucia Popp (Gilda), Giacomo Aragall (duc de Mantoue) - Chœur et orchestre de la Radiodiffusion bavaroise, Lamberto Gardelli - Eurodisc
- 1988 : Giorgio Zancanaro (Rigoletto), Daniela Dessì (Gilda), Vincenzo La Scola (duc de Mantoue) - Chœur et orchestre de la Scala de Milan, Riccardo Muti - EMI Classics
- 1989 : Leo Nucci (Rigoletto), June Anderson (Gilda), Luciano Pavarotti (duc de Mantoue) - Chœur et orchestre du Teatro Comunale di Bologna, Riccardo Chailly - Decca
- 1993 : Vladimir Chernov (Rigoletto), Cheryl Studer (Gilda), Luciano Pavarotti (duc de Mantoue) - Chœur et orchestre du Metropolitan Opera, James Levine - Deutsche Grammophon

### Filmographie
- 1908 : Rigoletto, film italien muet
- 1909 : Rigoletto, film italien muet de Giovanni Pastrone
- 1910 : Rigoletto, film italien muet de Gerolamo Lo Savio, avec Ferruccio Garavagliai (Rigoletto)
- 1946 : Rigoletto, film italien de Carmine Gallone, avec Tito Gobbi (Rigoletto)
- 1982 : Rigoletto, téléfilm allemand de Jean-Pierre Ponnelle, avec Ingvar Wixell (Rigoletto / Monterone), Edita Gruberova (Gilda) et Luciano Pavarotti (le duc) - UNITEL
- 1993 : « La donna è mobile », court-métrage d'animation de Monique Renault, section du long-métrage L'Opéra imaginaire
- 2006 : Rigoletto, téléfilm germano-suisse de Felix Breisach avec Leo Nucci (Rigoletto), Elena Mosuc (Gilda) et Piotr Beczała (le duc), Nello Santi (dir.)
- 2010 : Rigoletto, téléfilm de Marco Bellocchio, avec Placido Domingo (Rigoletto), Julia Novikova (Gilda), Vittorio Grigolo (le duc), Ruggero Raimondi (Sparafucile), orchestre de la RAI, Zubin Mehta (dir.)[79]

### Sources
- (it) Cet article est partiellement ou en totalité issu de l’article de Wikipédia en italien intitulé « Rigoletto » (voir la liste des auteurs) (introduction)

- (en) Cet article est partiellement ou en totalité issu de l’article de Wikipédia en anglais intitulé « Rigoletto » (voir la liste des auteurs) (histoire de la composition)

- (de) Cet article est partiellement ou en totalité issu de l’article de Wikipédia en allemand intitulé « Rigoletto » (voir la liste des auteurs) (débuts de l'œuvre, postérité, réception critique et adaptations)
- Istituto di Studi Verdiani.
- Ouvrages cités.